# Liste der Mitglieder des Landtags von Waldeck-Pyrmont 1884–1887
Diese Liste nennt die Liste der Mitglieder des Landtags von Waldeck-Pyrmont 1884–1887.
1852 verabschiedete Fürst Georg Victor die Verfassungsurkunde für die Fürstentümer Waldeck und Pyrmont. Damit wurde ein neues Wahlrecht bestimmt und 1884 der 13. Landtag nach diesem Wahlrecht gewählt. Gewählt wurden 15 Abgeordnete in indirekter Wahl in Mehrpersonenwahlkreisen. Diese Wahlkreise entsprachen den vier Landkreisen, wobei je Kreis vier Abgeordnete gewählt wurden. Ausnahme war Pyrmont, wo drei Abgeordnete gewählt wurden. Rechtsgrundlage der Wahl war das Wahlgesetz vom 17. August 1852 (Wald. Reg. Bl., S. 163) in der Fassung vom 2. August 1856 (Wald. Reg. Bl., S. 75).

## Liste der Abgeordneten
Die so bestimmten Abgeordneten waren: 
| Wahlbezirk           | Abgeordneter         | Anmerkungen |
| -------------------- | -------------------- | ----------- |
| Kreis der Twiste     | Adolf Rhode          | Präsident   |
| Kreis der Twiste     | Friedrich Schultze   |             |
| Kreis der Twiste     | Carl Graf            |             |
| Kreis der Twiste     | Friedrich Bender     |             |
| Kreis des Eisenbergs | Wilhelm Mogk         |             |
| Kreis des Eisenbergs | Eduard Emde          |             |
| Kreis des Eisenbergs | Ludwig Lange         |             |
| Kreis des Eisenbergs | Ludwig von Hanxleden |             |
| Kreis der Eder       | Friedrich Waldeck    |             |
| Kreis der Eder       | Christian Drebes     |             |
| Kreis der Eder       | Wilhelm Ebersbach    |             |
| Kreis der Eder       | Ernst Schäfer        |             |
| Kreis Pyrmont        | Ludwig Brinkmann     |             |
| Kreis Pyrmont        | Wilhelm Lentrodt     |             |
| Kreis Pyrmont        | Georg Steinmeyer     |             |